# Бодркур (Горња Марна)
Бодркур (фр. Baudrecourt) насеље је и општина у североисточној Француској у региону Шампањ-Арден, у департману Горња Марна која припада префектури Сен Дизје.
По подацима из 2011. године у општини је живело 111 становника, а густина насељености је износила 12,64 становника/km². Општина се простире на површини од 8,78 km². Налази се на средњој надморској висини од 210 метара.

## Демографија
| 1962. | 1968. | 1975. | 1982. | 1990. | 1999. | 2011. |
| ----- | ----- | ----- | ----- | ----- | ----- | ----- |
| 160   | 161   | 134   | 116   | 114   | 105   | 111   |

График промене броја становника у току последњих година